# 미래엔 컬쳐그룹
미래엔 컬쳐그룹은 2013년 12월 1일에서 설립된 교재 출판 전문 기업, 미래엔의 지주회사이다.

## 개요
미래엔 컬쳐그룹은 대한민국의 교재 출판 전문기업이다. 2012년 도서출판 미래엔에서 창립한 모기업이다. 1948년 대한교과서 창립이후, 1950년 대한교과서주식회사로 이름을 바꾸고 대한교과서와 별계의 기업으로 남게 되었다. 대한교과서 주식회사는 이전 대한교과서의 주식 회사로 발전을 위해 별개 창립되었다. 이후 2003년 완전 폐지후 9년뒤인 2012년 2월 도서출판 미래엔 에서 주식회사 창립을 시작했고, 2013년 12월 창립된 기업이 미래엔 컬쳐그룹이다.